# Panorámaszabadság

A panorámaszabadság jelenlegi állapota Európában:

A panorámaszabadság egyes szerzői jogi rendszerekben meglévő szabályozás, amely megengedi a jogvédett művekről fényképek vagy más származtatott művek készítését és azok felhasználását az eredeti mű jogtulajdonosának engedélye nélkül is, ha az eredeti mű „a panoráma része” (a pontos szabályozás változó, de ilyen lehet például egy épület vagy egy köztéri szobor). Az elnevezés a német szerzői jog Panoramafreiheit fogalmából ered.
Magyarországon az Szjt. 68. § (1) szerint A szabadban, nyilvános helyen, állandó jelleggel felállított képzőművészeti, építészeti és iparművészeti alkotás látképe a szerző hozzájárulása és díjazás nélkül elkészíthető és felhasználható. A legtöbb európai országban létezik hasonló szabályozás; egy nevezetes kivétel Franciaország, ahol az épületek látképe jogvédett.